# Reprezentacja Bahrajnu w piłce nożnej mężczyzn
Piłkarze reprezentacji Bahrajnu w piłce nożnej, zwani przez swoich kibiców Czerwonymi (od koloru strojów), nigdy nie zakwalifikowali się do finałów mistrzostw świata.
Związek piłkarski Bahrajnu został założony w 1951 roku, a od 1966 jest członkiem FIFA.
W 2004 roku drużyna Bahrajnu nadspodziewanie dobrze zaprezentowała się w Pucharze Azji, a po wygraniu wewnątrz azjatyckich barażów z Uzbekistanem (0:0 i 1:1, drugi mecz na wyjeździe) piłkarze z egzotycznego królestwa stanęli przed wielką szansą historycznego awansu do Mundialu. W ostatniej fazie eliminacji przegrali jednak dwumecz z Trynidadem i Tobago (1:1 na wyjeździe, 0:1 u siebie).
Drugi raz niewiele zabrakło piłkarzom Bahrajnu do awansu na mistrzostwa świata podczas kwalifikacji w 2009. Po zajęciu trzeciego miejsca w grupie i wygraniu barażu z Arabią Saudyjską (0:0, 2:2, drugi mecz na wyjeździe) spotkali się z reprezentacją Nowej Zelandii. Lecz remis w Bahrajnie 0:0 i wygrana u siebie Nowej Zelandii 1:0 dał jednak awans piłkarzom z Antypodów.

## Udział wMistrzostwach Świata
- 1930–1970 – Nie brał udziału (był częścią Omanu Traktatowego)
- 1974 – Nie brał udziału
- 1978–1986 – Nie zakwalifikował się
- 1990 – Wycofał się z eliminacji
- 1994–2022 – Nie zakwalifikował się

## Udział wPucharze Azji
- 1956–1968 – Nie brał udziału (był częścią Omanu Traktatowego)
- 1972 – Nie zakwalifikował się
- 1976–1980 – Wycofał się z eliminacji
- 1984 – Nie brał udziału
- 1988 – Faza grupowa
- 1992 – Nie brał udziału
- 1996 – Wycofał się z eliminacji
- 2000 – Nie zakwalifikował się
- 2004 – IV miejsce
- 2007 – Faza grupowa
- 2011 – Faza grupowa
- 2015 – Faza grupowa
- 2019 – 1/8 finału
- 2023 – 1/8 finału

## Znani trenerzy
- Luka Peruzović
- Hans-Peter Briegel
- Milan Máčala